# La Ferté-Hauterive
La Ferté-Hauterive is een gemeente in het Franse departement Allier (regio Auvergne-Rhône-Alpes) en telt 273 inwoners (2005). De plaats maakt deel uit van het arrondissement Moulins.

## Geografie
De oppervlakte van La Ferté-Hauterive bedraagt 19,5 km², de bevolkingsdichtheid is 14,0 inwoners per km².
De Sioule mondt er uit in de Allier.
De onderstaande kaart toont de ligging van La Ferté-Hauterive met de belangrijkste infrastructuur en aangrenzende gemeenten.

## Demografie
Onderstaande figuur toont het verloop van het inwonertal (bron: INSEE-tellingen).
Vanwege een beveiligingsprobleem met de MediaWiki Graph-software is het momenteel niet mogelijk deze grafiek weer te geven. Zodra de software is bijgewerkt zal de grafiek vanzelf weer zichtbaar worden.